# 鋼鐵神吉克
《鋼鐵神吉克》（日语：鋼鉄神ジーグ）為《鋼鐵吉克》的續集動畫作品。從2007年4月5日到7月12日、在WOWOW和scramble上播放。
本作時代設定成《鋼鐵吉克》的50年後、不過非動畫版《鋼鐵吉克》的續集而是採用安田達矢作画而在誌上連載的漫畫版作為續篇、一部份角色的設定也有所差易。本作有著熱血主角的設定和女主角的性感表現、宛如1970年到1980年時的永井豪作品作風一樣。

## 故事大綱
自從《鋼鐵吉克》過後的50年後的2025年。九州全域遭到50年前發生的謎霧所覆蓋著。
而在接近九州的下關再次出現了哈尼瓦幻神（ハニワ幻神（げんじん））。於是由高中生兼賽車選手的草薙劍兒成為鋼鐵神吉克的駕駛並且和青梅竹馬的珠城樁和好友美角鏡一起加入Build Base而要對抗蘇醒過來的妃魅禍所率領的邪魔大王国。

## 登場角色

### Build Base
草薙 劍兒（声 - 小野大輔）
本作主角。雖然是個高中生但卻加入超級機車車隊（HMB）而以冠軍車手的身分活躍著。也是鋼鐵吉克和鋼鐵神吉克的駕駛。
和初代鋼鐵吉克的司馬宙不同的是、他並未被改造成機器人。而且不但擅長駕駛機車，還擅長柔道、劍道、空手道、合氣道等武術、不過精神面鍛錬不足、而被同學們（特別是女孩子）稱為「笨蛋」和「色狼」。
被選為最適合操作吉克的人、而驅動著愛車：雷鋼馬變形成吉克的頭部、然後在喊出Build up後完成鋼鐵神吉克的合體並且站立在與邪魔大王国之戰的前線中。
老家是機車行「草薙機車」（關閉中）並且一個人住。認為雙親行蹤不明，後面得知開發雷鋼馬的過程中，雙雙死於實驗意外。第5話中出現在劍兒的回憶裡且和Build Base有所關連。最終決戰後回到車隊、駕駛著鏡的遺物的機車出賽。
珠城 樁（声 - 植田佳奈）
本作女主角。劍兒的青梅竹馬、麻布都珠勾神社的巫女，也是美和的孫女。為Big shooter的輔助駕駛（正確來說是副駕駛）、由她負責發射出吉克的武裝零件。第10話能知道她是銅鐸的巫女。
最終回的結尾中由她擔任最後的獨白。
美角 鏡（声 - 千葉進歩）
劍兒和樁的同班同學、也是同車隊的隊友。與劍兒是好對手的關係。為Big shooter的主駕駛（機長）。和劍兒不一樣的是、個性冷酷沉穩而受到女孩子的歡迎，但也有讓人家覺得他和劍兒有所來往而感到不可思議的場景。第10話中戰死。
實際上是在遠古時為了阻止妃魅禍而來的外星人、本名為「多封流」。在封印了妃魅禍後，和姐姐一起沉睡著，後來被司馬遷次郎發現而甦醒並且將作為其外星能源裝置的銅鐸交給宙，也與他們創立了Build Base。
最終決戰後、他的死訊被隱瞞並且對同學們發表說是他突然轉學而離開。
珠城 美和（声 - 兵藤まこ）
50年前和前代鋼鐵吉克的司馬宙一起戰鬥、是Big shooter的初代駕駛。舊姓・卯月。是樁的奶奶也是Build Base的新司令。第12話駕駛初代Big shooter出擊、並且能看到他和宙往年的合體攻擊。
司馬 遷次郎（声 - 上田陽司）
司馬宙之父。在鋼鐵吉克動畫版、漫画版中已死、並將他的意識移轉到電腦「機械父親」上而登場、本作中則是仍然活著。第7話中和留在ZONE的妻子菊枝及女兒真由美再會。最終決戰後回去做本業的考古學家。然後在前作過後的五十年後，雖然體型衰老但性格卻依然不變。
柳生 充子（声 - 野田順子）
原來是自衛隊的戰機駕駛，在前往ZONE而成功逃離後，卻已經過了五十年而因此成為支援鋼鐵神吉克的戰機部隊「Build Angel隊」的隊長。獨眼且左眼戴著眼帶而被說是繼承了柳生十兵衛的血脈。
最終決戰後成為劍兒所屬車隊的賽車皇后。
早乙女 門子（声 - 森夏姫）
原來是自衛隊的戰機駕駛，在前往ZONE而成功逃離後，卻已經過了五十年而因此成為Build Angel隊隊員。體型巨大，從眉間到鼻子有一道大大的傷痕、被說是繼承早乙女主水之介的血脈。只個力氣大到連劍兒都擋不住的怪力女、也因為她的體型而經常被劍兒稱為猩猩（然後被當面這樣稱呼時會突然生氣起來）。
最終決戰後成為劍兒所屬車隊的賽車皇后。
身堂 龍子（声 - 岡村明美）
原來是自衛隊的戰機駕駛，在前往ZONE而成功逃離後，卻已經過了五十年而因此成為Build Angel隊隊員。第5話中從她對旋渦的解釋能知道她是一個博學的知性派女性、同時也會有不安定的發言。
最終決戰後成為劍兒所屬車隊的賽車皇后。
司馬 宙（声 - 諏訪部順一）
50年前和邪魔大王国戰鬥的初代鋼鐵吉克本人。被父親司馬遷次郎改造成機器人。在九州・阿蘇的最終決戰中，發動自體內隠藏的銅鐸之力、而和邪魔大王国一起身陷在ZONE之中從此下落不明。第11話中復活後回歸戰線。第12話變身成機器人型態並且成為鋼鐵吉克、不過不以前作後半段的機器人形態出現，而是以舊作序盤的機器人型態登場（但改良成現代風）。
最終決戰後、成為劍兒所屬的車隊老闆。
然後並未告訴劍兒他們有被改造成機器人型態、所以第12話中，當他以平常姿態飛到宇宙時還讓劍兒他們嚇一跳。
大利博士（声 - 千田光男）
擔任Build Station的所長。和遷次郎一樣高齢、不過處在無重力空間似乎是他長壽的秘訣。
黑鷲的丼、斑鳩、小不點
前作登場人物。第2話登場。以年老的姿態出現在Build Base中。不過沒有出現機械丼，他們也沒有台詞。
破瑠霸
故事後半段登場的巨大白虎。為了確定劍兒的力量而好幾次出現來攻擊他。之後接受劍兒「就算賭上性命也要救樁」的意志而成為他的搭檔並且和吉克一起出擊。作中並未說話、原來是鏡所寵愛的外星生物。
草薙 美夜
劍兒的母親。其真實身分是遠古時降臨在地球上的外星人，也是鏡的姐姐。
本名彌野子，在和弟弟鏡及妃魅禍等一行人，被流放時，因為太空船遇上時空扭曲而來到地球並且因為地球之美而決意要保護人類，於是和弟弟一起將想要消滅人類的妃魅禍封印起來。

### 邪魔大王国（じゃまだいおうこく）
本作中設定成從外星球來的外星人的設定，哈尼瓦幻神的設定卻來自於埴輪。
妃魅禍（声 - 木村亞希子）
領導三幹部和哈尼瓦幻神的邪魔大王国女王。企圖奪取鋼鐵吉克（＝雷鋼馬）和司馬宙身上的兩個銅鐸。
本作中和鋼鐵吉克不一樣的、由於龍魔帝王未登場而讓她等同於事實上的大魔王。
名字來自於邪馬台國的女王卑彌呼。
壹鬼馬（声 - 石上裕一）
三幹部的首腦。主要擔任通知情報的角色。
本作中是幹部中擁有最強戰力的人、能使用從劍中發射出閃電的妖術和劍術來戰鬥。沒有什麼搞笑表現、就像是在基地中做著幹部工作的中堅幹員。第13話因為妖術失控而被炸死。
壬魔使（声 - 松岡大介）
三幹部之一。使用身上的怪力來攻擊敵人、是典型的豪腕型敵人。
與壹鬼馬和阿磨疎相比有點沒有存在感。第6話中因為和阿磨疎爭奪指揮權、而有像是搞笑相聲的對話。
第10話之戰中遭到鏡一刀兩斷而死。
阿磨疎（声 - 小伏伸之）
三幹部之一。擁有像是孩子般的天真和殘忍。
與其他兩人不一樣的是有點輕浮、主要是擔任開心果的角色。第12話的月面之戰中巨大化、挑戰劍兒和而被他們合作的雙重電磁風暴殺死。他所說話的也代表工作人員了的玩心。像是下面的對話
- 第3話（當哈尼瓦幻神輸掉時）「結束了呀、真是的」
- 第6話（對決哈尼瓦幻神時）「去吧去吧、哈尼瓦飛腳！ 哈尼瓦鐵拳！ 哈尼瓦飛拳！ 哈尼瓦光線！ 去死吧！！」：是惡搞前作鋼鐵吉克所用招式的戲仿
- 第12話（當吃下吉克的炸藥踢擊時）「可惡、你竟然踢我！ 就連妃魅禍大人也都沒踢過我！」：惡搞《機動戰士GUNDAM》中的的台詞（然後阿姆羅的声優古谷徹也配過前作的司馬宙）

### 其他
本編和漫画《暴力傑克》同様、作為明星系統會在一些話數中出現永井豪的其他作品角色在裡面擔任配角或群眾來客串登場。
- 第1話
  - 在開頭的賽車場上有惡魔人、ポコイダー、永井豪自己
  - 劍兒他們的班導師是動畫版惡魔人的阿爾馮奴老師
  - 哈尼瓦幻神登場後襲擊都市時的攝影師是甜心戰士
- 第4話
  - 在身堂・早乙女的回憶中出現的自衛隊参謀是亞馬尻一家的亜馬尻 直次郎
  - 在佐世保基地被劍兒所救援的自衛官是同部作品的角色五右衛門
- 第5話
  - 在哈尼瓦幻神的精神攻撃中的夢世界裡出現的祭典面具是其他作品的主角
- 第11話
  - 劍兒用的宇宙頭盔設計是鋼鐵吉克的新機器人‧宙的臉
- 第13話
  - 從大銅鐸中出現的怪物是凄ノ王中登場的凄ノ王邪神体。
  - 因為憤怒的銅鐸而失控、於是和大銅鐸的怪物合體的劍兒和吉克的姿態來自魔王但丁
  - 在地球中逃跑的群眾中有的兜甲兒
  - 在結尾的賽車場的賽車皇后來自於甜心戰士

## 登場機械

### 鋼鐵神吉克
為新一代的吉克。和前代一様、能隨著戰況而可以改變零件。和初代吉克的合體方式一樣、也能使用舊吉克的零件並且其武裝和必殺技也都一樣。透過劍兒所駕駛的超級機車雷鋼馬加以變型成頭部、與前代內藏有駕駛艙的頭部有所不同。其零件和武裝都是透過Big Shooter的貨櫃部位發射出來、也會對應場合而發射出千兆砲。第2話中由於妃魅禍感覺到其銅鐸之力、而知道它和初代一樣將銅鐸藏在頭部。另外Build up時能利用銅鐸之力、但在第10話中因為銅鐸被奪走而無法使用吉克（這也和宙的吉克一樣）。最終決戰時透過兩個銅鐸之力而擁有破瑠霸之力因此可以變身成「鋼鐵神吉克」。
官網中將劍兒的吉克介紹為「鋼鐵神吉克」、但在第1話中被叫作「鋼鐵吉克」以後、就從「鋼鐵吉克」單單被念作為「吉克」。然後「鋼鐵神」的稱呼在最終話中、在變身成鋼鐵神吉克後，司馬博士喊出「那確實就是鋼之神、鋼鐵神吉克」的台詞而出現最終話標題「成為鋼鐵神!」、不過「鋼鐵神吉克」的稱呼，劍兒自己卻沒用過。
然後在喊出Build up時的順序和宙不同、劍兒是先喊出「Build up」、而在和吉克的零件合体後才喊出「鋼鐵吉克」。

#### 通常武装・技
吉克光束
從眼睛發射的破壞光線。
爆炸飛拳
將兩隻手握起來向前發射。
拘束激光繩
從胸口的六個發射口發射的磁力線。能將對手卷入而停止其動作。
電磁回旋風暴
從腹部的發射口發射磁流波能源柱。
爆炸踢擊
飛踢。
吉克肘擊
將變型的左手分開拿來攻擊敵人。
地獄掌擊
從手掌中生出鐵釘（露出刺、並且從手掌背後使用噴射引擎推進而向對手的臉進行強力掌擊。初使用時劍兒稱為吉克粉碎掌擊。
猛烈地獄張手
第12話中使用的地獄掌擊的變化技。從手掌中露出刺並且使用相撲中的連續掌擊來攻擊敵人。
吉克粉碎擊
打開胸部、用磁力將敵人吸到自己的胸部中並且用棘固定住、而將敵人加以環抱來壓碎掉。等同於摔角技的熊抱式。有著能將哈尼瓦幻神的身体加以切斷的破壞力。
磁力壓縮擊
和吉克破壞擊同様打開胸部、用磁力將兩個敵人彼此壓在一起破壞掉。
雙重電磁回旋風暴
和宙的鋼鐵吉克同時放出電磁風暴的招式。兩條磁力線會在對手面前合而為一成為白色光線來攻擊。第12話中初使用時就將阿磨疎打倒。
三重電磁回旋風暴
第13話中當變身成鋼鐵神吉克時所用的招式。打開兩肩的装甲而現出砲口、並且從腹部也出現破瑠霸的臉而一起發射出的黃金光線。同樣在發射後在敵人面前會合而為一來攻擊第人。一擊就將大銅鐸中出現的怪物消滅掉。

#### 零件武装
零件武裝可以和鋼鐵吉克一起使用。
吉克火箭砲
將鋼鐵吉克的手腕卸下而裝上的巨大無反動力火箭砲。可以連射。
潛水零件
第4話中登場，能將雙手腳換成水中用推進器、而提高水中的機動性。有作為追加武装電磁風暴和潛水飛彈。
天空零件
第8話中登場，能將雙手腳換成空中用推進器。還可以變型成飛行形態而可以提高空中的機動性。在空戰中比音速鑽擊的機動性更高。
大地零件
第9話中登場，能將雙手腳換成土中用推進器。還可以變型而提高在土中的機動性。
音速鑽頭
前端擁有鑽頭的飛行用推進器。本作中必須將手腕先分開、而和肩膀部位合體・飛行。除了拿來衝撞外，也可以變成拿來對敵人發射鑽頭的必殺技「音速鑽頭射擊」。由於發射軌道是直線前進、所以無法對付高機動性而擅於空中戰的敵人。第6話登場時、劍兒叫它巨乳鑽頭、讓不習慣合體的他把鑽頭當作「乳房」一樣並且讓他後來先將手腕破壞掉才能成功合體。

### 其他登場機械
銅鐸（どうたく）
本作中最重要的核心物品。能夠作為吉克的啟動器、也是解除大銅鐸封印的物品，並且是妃魅禍等人宇宙船的控制裝置。會隨著感情起伏而將其效果發揮到最大極限。在前作「鋼鐵吉克」中是封印龍魔帝王的鑰匙。
HMB（Hyper Motor Bike）
劍兒和鏡最喜歡的機車、也是這個世界中關於機車的通稱。能搭配戰機來加以操控並且也能當作逃離艙。
雷鋼馬（ライコウバ）
劍兒專用的超級機車、能變型成吉克的頭部。第五話中能知道是劍兒父親所製造。
Big Shooter
和前代不同的是改由兩人駕駛、駕駛員為樁和鏡。機體分別有可以坐人的戰機形態・還有運送吉克零件並且發射出的貨櫃部份、在吉克出擊時，會由Build Base中的兩個部份合體成戰機部位在上的型態出擊。就像是前代的Big Shooter一樣為雙體機。同時也能運送雷鋼馬並且將它從空中發射出去。
然後吉克零件的發射口和前代一樣分佈在機体左右邊、機体中央也有一個、和左右邊相比口徑更大。左右邊主要是發射手腳、中央則是發射身體和馬赫鑽頭(本作中則是將鑽合體起來加以收納並且發射出去)等較大型的零件、而把前作・初代Big Shooter被指責出說「將大小完全不一樣的手腳與身體，把它們當作一樣大的東西而從同個口徑的發射口射出」的大矛盾加以解決。
在鏡死後，改造成能由一個人操控和發射零件。
初代Big Shooter在第3話的回憶中初次登場並且在第12話中有美和駕機飛到宙那邊。
鋼鐵吉克（磁偉倶）
第3話的回憶中登場。由機器司馬宙成為頭部。本作中和鋼鐵神吉克的差別在於以宙為核心運作時，眼睛部分會出現黑眼。在50年前之戰中失蹤、第12話中復活（宙自己在第11話中復活）。還有著不輸給鋼鐵神吉克的表現。
GigaShooter
在50年前之戰中所使用的列車砲。由於在ZONE裡的時間和外界完全不同而保存得相當完好。是個能透過Big Shooter在遠端操縱的吉克零件、透過包成子彈的包裝而能將各種零件發射出去。第4話中登場。之後也能確認有複數存在。
X Boomer（正式名称不明）
第12話中為了面臨在宇宙的最終戰而登場的旗艦船。由大利所長管理、而變成可以收容Build Base的旗艦。還搭戴決戰兵器「OverBlaster」、能發射大量破壞敵人母艦的能源柱（名稱不明）而活躍著。原處是來自永井豪原作的特攝人偶劇《星星舰队》。
Build Angel機
戰機部隊「Build Angel隊」所駕駛的戰機。主要任務是支援吉克和Big Shooter以及偵察。武装有巴爾幹砲、飛彈、雷射兵器的小隊衝擊波。駕駛艙部部分能收納作為逃生艙的HMB、駕駛者可以透過HMB來操控整個戰機。另外除了有小隊衝擊波外，似乎就是量產機。

## 工作人員
- 原作 - 永井豪
- 監督 - 川越淳
- 助理監督 - 河村智之
- 系列構成 - 早川正
- 角色設定 - 菊池晃
- 機械設定 - 堀井敏之
- 哈尼瓦幻神設定 - 小川浩
- 美術監督 - 坂本信人
- 攝影監督 - 阿部安彦
- 編輯 - 田熊純
- CGI監督 - 小林賢次
- 音響監督 - 岩浪美和
- 音樂 - 平野義久
- 音樂製作 - Lantis
- 製作人 - 渡辺隆、永井一臣、岡崎聖、南喜長、水野さつき、松村起代子、細川修、北浦宏之
- 動畫製作ー - 丸山俊平
- 動畫製作 - Actas
- 製作 - Build Base

## 主題曲

### 片頭曲
「STORMBRINGER」（第1話 - 第13話）
作詞・作曲 - 影山浩宣 / 編曲 - 須藤賢一、栗山善親
歌 - JAM Project（水木一郎、影山浩宣、松本梨香、遠藤正明、北谷洋、奧井雅美、福山芳樹、Ricardo Cruz）

### 片尾曲
「HEAVEN」（第1話 - 第12話）
作詞 - 谷山紀章 / 作曲・編曲 - 飯塚昌明
歌 - GRANRODEO（谷山紀章、飯塚昌明）

### 挿入曲
「Dead or Alive」
作詞・作曲 - 影山浩宣 / 編曲 - 須藤賢一、栗山善親
歌 - JAM Project（影山浩宣、松本梨香、遠藤正明、北谷洋、奧井雅美、福山芳樹）

## 各話標題
| 話数 | 標題 | 劇本       | 分鏡           | 導演       | 角色監督                                     | 機械監督                                     | 登場怪獸、機械     |
| ---- | ---- | ---------- | -------------- | ---------- | -------------------------------------------- | -------------------------------------------- | ------------------ |
| 1    |      | 早川正     | 川越淳         | 川越淳     | 菊池晃                                       | 菊池晃                                       | ハニワ幻神・魔愚羅 |
| 2    |      | 早川正     | 大平直樹       | 大平直樹   | 江原康之                                     | 阿部宗孝                                     | ハニワ幻神・魔愚羅 |
| 3    |      | 高橋ナツコ | 河村智之       | 河村智之   | 伊藤岳史                                     | 伊藤岳史                                     | ハニワ幻神・馬頭羅 |
| 4    |      | 外池省二   | 戸部敦夫       | 登坂晋     | 井口忠一                                     | 山下将仁                                     | ハニワ幻神・加治羅 |
| 5    |      | 早川正     | 川越淳         | 川越淳     | 菊池晃                                       | 菊池晃                                       | ハニワ幻神・罵玖羅 |
| 6    |      | 柿原優子   | 井硲清高       | 岡嶋国敏   | 小峰正頼                                     | 小峰正頼                                     | ハニワ幻神・魔可羅 |
| 7    |      | 柿原優子   | 井硲清高       | 藤瀬順一   | 井口忠一 江原康之                            | 阿部宗孝                                     | -                  |
| 8    |      | 外池省二   | うえだひでひと | 古川政美   | 伊藤岳史                                     | 神部一朗                                     | ハニワ幻神・徒鼻羅 |
| 9    |      | 外池省二   | 井硲清高       | 五十嵐達矢 | 永田正美                                     | 松原豊                                       | ハニワ幻神・玄武羅 |
| 10   |      | 高橋ナツコ | 河村智之       | 河村智之   | 菊池晃                                       | 山下将仁                                     | -                  |
| 11   |      | 柿原優子   | 佐野隆史       | 登坂晋     | 江原康之                                     | 江原康之                                     | -                  |
| 12   |      | 早川正     | 大平直樹       | 大平直樹   | 伊藤岳史                                     | 阿部宗孝                                     | -                  |
| 13   |      | 早川正     | 川越淳         | 河村智之   | 羽山賢二、江原康之 佐藤修、伊藤岳史 阿部宗孝 | 羽山賢二、江原康之 佐藤修、伊藤岳史 阿部宗孝 | -                  |

## 關連商品

### 玩具
機械設定也將前作的設定加以改良、讓鋼鐵神吉克也能裝備舊零件和配備。2008年7月發售玩具、但發售商非Takara而是變成BANDAI、並且以超合金魂品牌來發售。然後超合金魂的包裝表記為「ZYYG」、被認為是要以「吉克」的英文名稱標記但卻標記錯誤。不過在展示台中則是表示成「JEEG」、所以包裝的字應為錯字。
和舊TAKARA版磁鐵玩具相比、超合金魂鋼鐵神吉克中用磁石接觸的面積因為太小而讓磁力相當弱、也因為接縫直徑的不同、而無法變成完全更換，只能替換一部份的零件。

### 電玩
本作並沒有直接加以遊戲化、不過在模擬RPG《超級機器人大戰系列》中多次出現裡面的角色和機器人、除了《超級機戰學園》以外、也將幾個本作的故事事件收錄進去。
- 超級機器人大戰K（NDS・NAMCO BANDAI／帕布雷斯特發行）
- 超級機戰學園（NDS・NAMCO BANDAI ／帕布雷斯特發行）
- 超級機器人大戰L（NDS・NAMCO BANDAI ／帕布雷斯特發行）
- 超級機器人大戰DD（iOS、Android・NAMCO BANDAI Entertainment）

## 關連項目
- WOWOW動畫

## 外部連結
- 鋼鐵神吉克｜WOWOW ONLINE
- 鋼鐵神吉克 OFFICIAL WEB SITE （页面存档备份，存于）